# Saurauia echioides
Saurauia echioides är en tvåhjärtbladig växtart som beskrevs av Friedrich Ludwig Diels. Saurauia echioides ingår i släktet Saurauia och familjen Actinidiaceae. Inga underarter finns listade i Catalogue of Life.